# 이와키 고이치
이와키 고이치(일본어: 岩城 滉一, 1951년 3월 21일~)는 일본의 남자 배우이자, 가수이다.
1986년 영화 <미나미에 하셔, 우미노 미치오> 로 제8회 요코하마 영화제 남우주연상을 수상했다. 본래 재일 한국인이였지만 2017년 4월 5일에 일본으로 귀화했다.